# Lauriergracht
De Lauriergracht is een Amsterdamse gracht tussen de Prinsengracht en de Lijnbaansgracht (ter hoogte van nr. 157) in de wijk de Jordaan ten westen van de Grachtengordel.

## Geschiedenis
De Lauriergracht is, als onderdeel van de Jordaan, aangelegd na 1612 tijdens een van de grote Amsterdamse stadsuitbreidingen; de zogenaamde Derde Uitleg. Tot 1612 lag hier het Kaatsbaanpad, dat met de daaraan gelegen drie zeemleermolens moest wijken voor de stadsuitbreiding.
Zes van de elf Jordanese grachten zijn in de 19e eeuw gedempt. De Lauriergracht, de Egelantiersgracht, de Bloemgracht, de Looiersgracht en de Passeerdersgracht behielden de open waterverbinding tussen de Prinsengracht en de Lijnbaansgracht.
Bij de bouw van de Jordaan handhaafde men  het patroon van de oude poldersloten. Bij de aanleg van de grachtengordel volgde men een patroon dat zich in een halve cirkel om de oude stadskern boog. Daardoor ligt de Lauriergracht schuin ten opzichte van de grachtengordel en sluit niet direct aan op de bruggen over de Prinsengracht.
In de Jordaan zijn meerdere grachten en straten naar bloemen en heesters vernoemd.

## Architectuur
- Op de Lauriergracht nummer 49 tot 65  ligt De Uylenburgh, een particulier verzorgingshuis in een deels monumentaal complex met 37 appartementen. Hier stond ooit het pakhuis voor de naastgelegen suikerraffinaderij Zweden. Daarna stonden de St. Josephschool van het Rooms-katholieke gesticht De Voorzienigheid en later de De Bascule, een academisch centrum voor kinder- en jeugdpsychiatrie op deze plek.
- Lauriergracht 23 (gebouwd in 1658) is een typisch 17e-eeuws voorbeeld van een halsgevel met een mens- of dierfiguur in de klauwstukken.[1] In dit geval: leeuwen.
- Op Lauriergracht 116 bevindt zich het voormalig luthers weeshuis met hofje.
- Op Lauriergracht 4-6 vormde de gemeente Amsterdam in 1959 een lagere school om tot een ateliergebouw voor kunstenaars.[2]

Er liggen 36 rijksmonumenten aan de Lauriergracht en 5 gemeentelijke monumenten, waaronder Lauriergracht 15-17.

## Max Havelaar

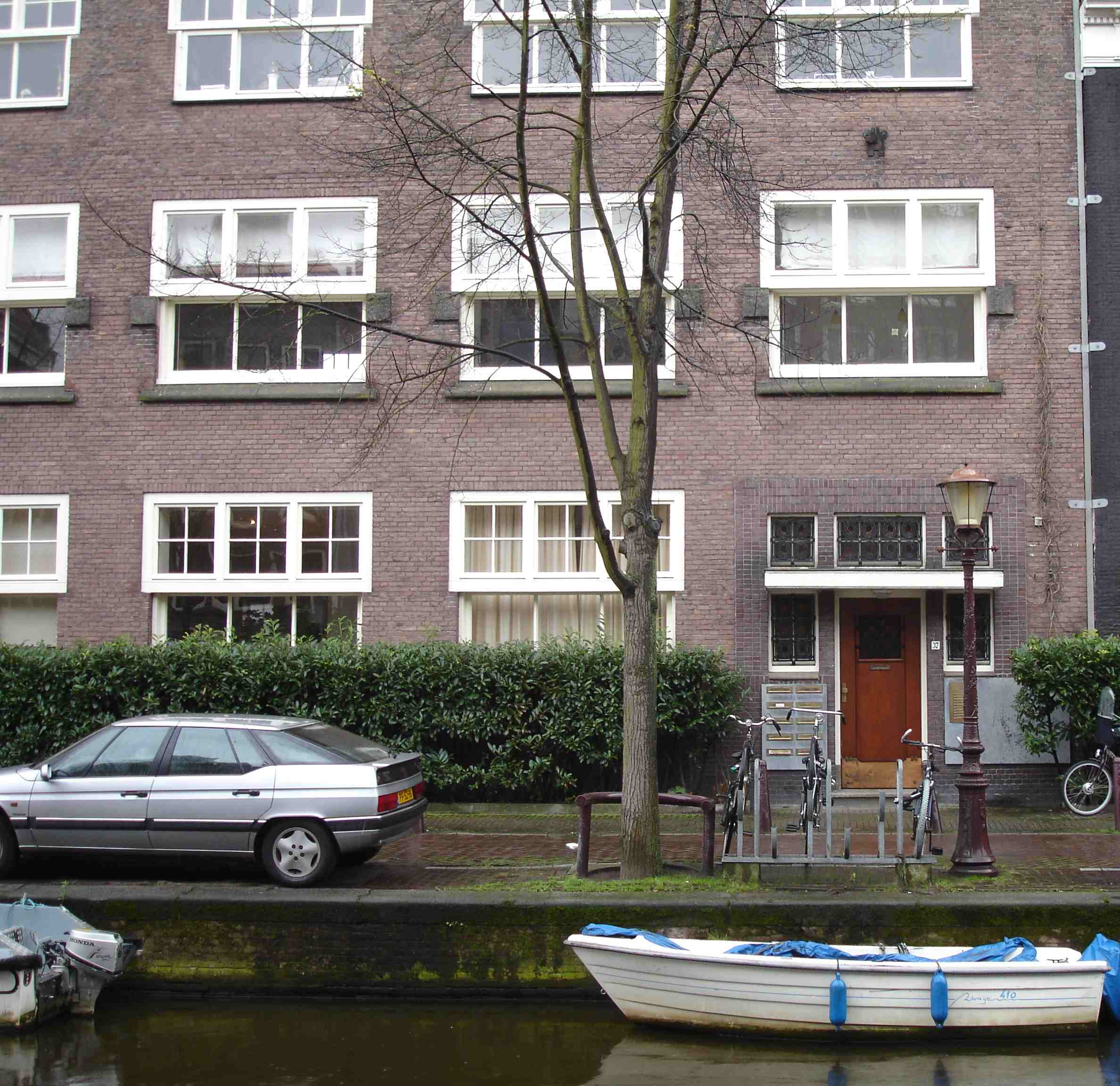
Lauriergracht nr. 37

De eerste zin uit hoofdstuk 1 van de Max Havelaar van Multatuli luidt: "Ik ben makelaar in koffie, en woon op de Lauriergracht no. 37." Lange tijd was Lauriergracht 37 onderdeel van het kloostercomplex van de "Zusters van De Voorzienigheid". In de jaren negentig van de 20e eeuw is het complex gerenoveerd en zijn er appartementen gerealiseerd. Naast de voordeur van Lauriergracht no 37 hangt een bord met de naam "Last&Co", de naam van het fictieve makelaarskantoor uit de Max Havelaar.

## Bekende bewoners
- Hendrick van Uylenburgh (circa 1587-1661), kunsthandelaar
- Govert Flinck (1615-1660), kunstschilder
- Joan Huydecoper van Maarsseveen (1625-1704), burgemeester van Amsterdam (op nr. 86)
- Melchior de Hondecoeter (1636-1695), kunstschilder
- George Breitner (1857-1923), kunstschilder
- Norbert Olthuis (1925-2009), kunstschilder
- Doutzen Kroes (1985), model